# Costel Grasu
Costel Grasu (Fetești, 5 luglio 1967) è un ex discobolo rumeno, quarto alle Olimpiadi di Barcellona 1992.

## Biografia
Ha partecipato anche ad Atlanta 1996 e Sydney 2000 ma senza raggiungere la finale. Ha vinto la medaglia d'oro ai Jeux de la Francophonie 1994 e 1997 così come ai Giochi Balcanici 1992 e 1997.
Il suo record personale è 67,08 metri, ottenuto a Snagov nel maggio 1992.
È sposato con la discobola Nicoleta Grasu.

## Palmarès
| Anno | Manifestazione | Sede       | Evento           | Risultato | Misura  | Note |
| ---- | -------------- | ---------- | ---------------- | --------- | ------- | ---- |
| 1991 | Mondiali       | Tokyo      | Lancio del disco | 22º       | 60,00 m |      |
| 1992 | Olimpiadi      | Barcellona | Lancio del disco | 4º        | 62,86 m |      |
| 1993 | Mondiali       | Stoccarda  | Lancio del disco | 5º        | 65,24 m |      |
| 1994 | Europei        | Helsinki   | Lancio del disco | 8º        | 61,40 m |      |
| 1995 | Mondiali       | Göteborg   | Lancio del disco | 14º       | 60,64 m |      |
| 1996 | Olimpiadi      | Atlanta    | Lancio del disco | 26º       | 58,56 m |      |
| 1997 | Mondiali       | Atene      | Lancio del disco | 34º       | 56,70 m |      |
| 2000 | Olimpiadi      | Sydney     | Lancio del disco | nm        | nm      |      |